# Махмудбеков, Шамиль Габиб-бек оглы
Шамиль Габиб-бек оглы Махмудбеков (7 мая 1898, Баку — 16 октября 1936, Баку) — советский азербайджанский партийный и государственный деятель.

## Биография
Шамиля Габиб-бек оглы родился в 1898 году в семье Габиб-бека Махмудбекова замечательного педагога Бакинской 3-х классной русско-татарской школы. Окончил Бакинское реальное училище. Учился в Киевском политехническом институте. С октября 1916 году по февраль 1917 году состоял в студенческой организации социалистов-федералистов.
В 1918—1919 гг., прекратив учёбу в Киевском политехническом институте, работал там писарем, затем пом. нач. милиции. В 1920 году вернулся в Азербайджан, был избран председателем Шушинского ревкома, райисполкома. В 1922—1923 гг. работал г. Нахичевань.
В 1924 г. — инструктор, руководитель политшколы. В 1925—1930 гг. по решению ЦК КП(б) Азербайджана — председатель правления «Азкино». В 1930 г. — зам. директора Бакинского сельхозинститута, участвовал в проведении коллективизации сельского хозяйства в хлопковом районе.
В 1931 г. был направлен в Москву в Институт красной профессуры, где проучился 3 месяца и по решению ЦК ВКП (б) был направлен в г. Горький. С 1933 г. являлся слушателем Горьковского института марксизма-ленинизма и работал преподавателем истории ВКП(б) в Высшей коммунистической сельскохозяйственной школе и других учебных заведениях. Руководил курсами до переподготовке пропагандистов.
Арестован 23 марта 1936 году. 28 июля 1936 г. исключен из членов партии «за скрытие службы у белых (в полиции гетмана в г. Киеве), службы в муссаватистском правительстве в г. Баку (министерство иностранных дел), за протаскивание троцкистских теорий в преподавании истории партии». Также обвинялся в том, «что являлся одним из руководителей антисоветской террористической организации, существовавшей в Сормовском педтехникуме».
Военной Коллегией Верховного суда СССР 16 октября 1936 году осужден к расстрелу.
Определением Военной коллегии Верховного суда СССР 30 апреля 1957 г. приговор военной коллегии Верховного суда СССР в отношении Ш. Г. Махмудбекова отменен и дело прекращено за отсутствием состава преступления.